# مد در ایران

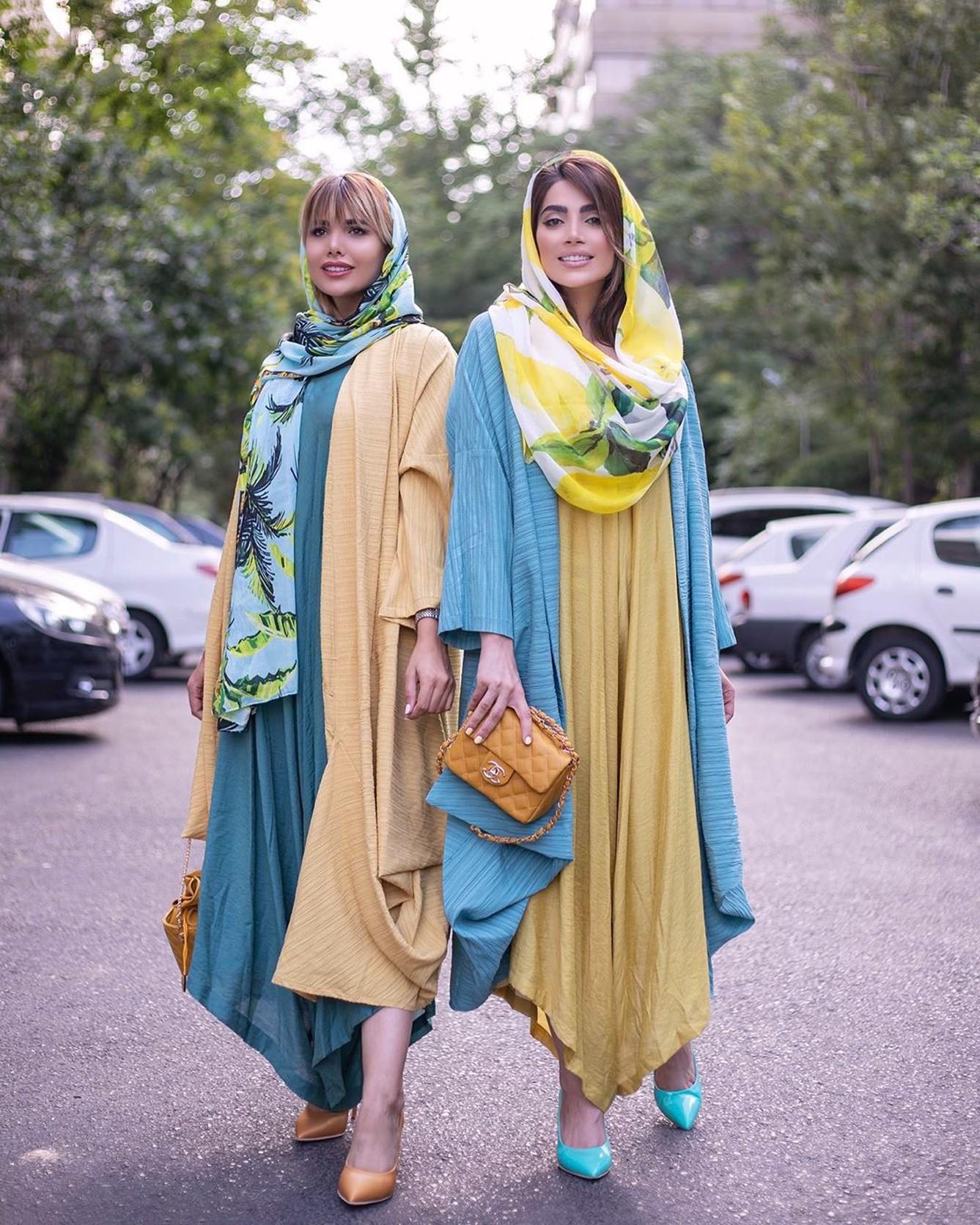
گونه‌ای عکاسی مد تبلیغاتی برای مانتو در تهران. در دهه‌های گذشته، مانتو از مهم‌ترین پوشاک زنان ایرانی بوده‌است.

مد در ایران از دیدگاه تاریخی مورد توجه بوده و نوآوری‌ها و خدمات ایرانیان در طول تاریخ، به صنعت مد جهان قابل توجه بوده‌است. ایران در مد و پوشاک بر اساس اسناد تاریخی بین‌المللی، پیشرو، خلاق و سرآمد بوده‌است. این کشور میزبان رویدادها و هفته‌های مد بین‌المللی است که هم‌اکنون این رویدادها نتوانسته‌اند شهرت جهانی بالایی کسب کنند. امکان برگزاری این رویدادها با تهیه مجوز وجود دارد. رویدادهای مد دولتی و خصوصی در ایران برگزار می‌شوند که رویدادهای مد خصوصی، معمولاً با الگوگیری از رویدادهای مشهورتر خارجی هستند.
با وجود امکان برگزاری رویدادهای مد، محدودیت‌هایی نیز وجود دارد، برای مثال، رویدادهای نمایشی پوشاک زنانه، در حال حاضر طبق قانون تنها می‌توانند بینندگان زن داشته باشند. مد در ایران به دو دوره «پیش از انقلاب ۱۳۵۷» و دوره «پس از انقلاب ۱۳۵۷» تقسیم می‌شود. مد ایرانی در دوره «پیش از انقلاب» در نشریات جهانی فشن، مثل وگ پوشش داده می‌شد. فرح پهلوی نیز از بانوانی بود که توسط حکومت شاه به عنوان یک الگو برای پوشش تبلیغ می‌شد. پس از انقلاب ۱۳۵۷، محدودیت اجباری حجاب، چهره مد زنانه ایران را به شکل قابل توجهی تغییر داد.
مد مردانه ایران از سال ۱۳۰۴ تغییر ناگهانی و بزرگی کرد که به فرمان دولت وقت ایران انجام شد و بر اساس آن قانون، مردان ملزم به پوشیدن پوشاک نوین غربی می‌شدند. مد زنانه ایران نیز بسیار مورد بحث بوده‌است و توسط رسانه‌های فارسی و انگلیسی‌زبان ایرانی و خارجی مورد بررسی قرار گرفته‌است. تقابل پلیس تهران با برخی لباس‌های زنانه و تقابل نهادهای دولتی با تولید پوشاکی مثل: پوشاک شیشه‌ای، توری و حریر زنانه، مورد توجه رسانه‌ها بوده‌است.
شمار زیادی مدل‌های زن و مرد ایرانی نیز به شهرت و موفقیت جهانی رسیده‌اند. فرزان اطهری، کامرون البرزیان، سامانتا تاجیک، شرمینه شهریور، ماندانا کریمی و الناز نوروزی نمونه‌هایی از مدل‌های مشهور ایرانی هستند. برک، کفش ملی، هاکوپیان، نخ‌باف، جورابان، دایی، حصاری، تن‌درست، پاتن جامه، چرم درسا، چرم مشهد، ماکسیم و گراد نیز از معروف‌ترین شرکت‌های برند پوشاکی هستند که دفتر مرکزی یا مقر آنان در تهران، پایتخت ایران قرار دارد.

## تاریخچه

### ایران باستان
نخستین ابزار ریسندگی در نزدیکی بهشهر در غار کمربند پیدا شده‌است که مربوط به ۷۰۰۰ سال پیش از میلاد مسیح است. در ناحیه سه گابی کردستان از درون تابوتهای سفالین محتوی اجساد کودکان شواهد باستان‌شناختی دربارهٔ منسوجات مربوط به هزارهٔ پنجم پیش از میلاد به‌دست آمده‌است. در تپه سیلک، آینه‌ای پیدا شده‌است که رشته‌هایی از کتان روی آن دیده‌می‌شود. همچنین در کهن‌ترین بخش شهر شوش، سوزنی سوراخ‌دار یافت شده‌است. افزون بر آن دو سر نیزه پیدا شده که از نقوش پارچه‌هایی پوشیده شده بودند که متعلق به ۳۵۰۰ تا ۳۰۰۰ پیش از میلاد هستند. تاریخچه بسیاری از پوشاک امروزی نیز به پوشاک در ایران باستان مرتبط است. دربارهٔ پوشش زنان در ایران باستان نیز تحقیقاتی انجام شده‌است.

تاریخ دقیق پیدایش نساجی در ایران، هنوز مشخص نشده‌است اما به شکل احتمالی، همزمان با پیدایش تمدن در نظر گرفته می‌شود. پوشاک در ایران، در افسانه‌های ایرانی و نوشتار تاریخ‌نگاران، مورد اشاره قرار گرفته‌است. فردوسی و شماری از تاریخ‌نگاران شرق و غرب، کیومرث را مبدع استفاده از پوست و موی جانداران به عنوان پوشاک، دانسته‌اند. برخی از تاریخ‌نگاران نیز از هوشنگ به عنوان نخستین مبدع استفاده از پوست جانداران به عنوان پوشاک، یاد کرده‌اند. فردوسی، تهمورث را به نوعی، آغازکنندهٔ نساجی در ایران، دانسته‌است. یافته‌هایی در شمال ایران، از حدود ۶۰۰۰ سال پیش از میلاد، وجود دارد که به بافت پشم در آن دوران، اشاره می‌کند. اکتشافات دیگری در مرکز ایران که مربوط به ۴۲۰۰ سال پیش از میلاد است، نشان داد که از این سال‌ها، پوست جانداران، دیگر تنها پوشاک رایج در فلات ایران نبوده‌است. پوشاک دوران باستانی ایران، شکلی پیشرفته گرفت و جنس پارچه و رنگ پوشاک در آن دوران، اهمیت بالایی یافت. بر اساس جایگاه اجتماعی، مقام، اقلیم منطقه و فصل، پوشاک پارسی در دوران هخامنشیان به فرم‌های گوناگونی درمی‌آمد. فلسفهٔ مورد استفادهٔ این پوشاک، علاوه بر ویژگی کاربردی بودن، نقشی زیباشناختی نیز داشت. در این دوران، انواع گوناگونی از پارچه و رنگ (شامل فیروزه‌ای) رواج یافت. پارس‌ها تا حد قابل توجهی در پوشاک، از مادها الهام گرفته بودند. دیگر ویژگی پوشاک باستانی این کشور، وجود زینت‌های بسیار بر پوشاک و سلاح است. در ادامه برخلاف اشکانیان، ساسانیان، چندان تحت تأثیر یونانیان نبودند و در تغییر پوشاک، تاج‌ها و داشتن گوشواره طی دورهٔ ساسانی، گرایش به نفی نقش بیگانگان، دیده می‌شود.

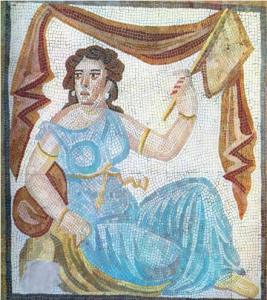
دیوارنگاره‌ای از یک زن ساسانی
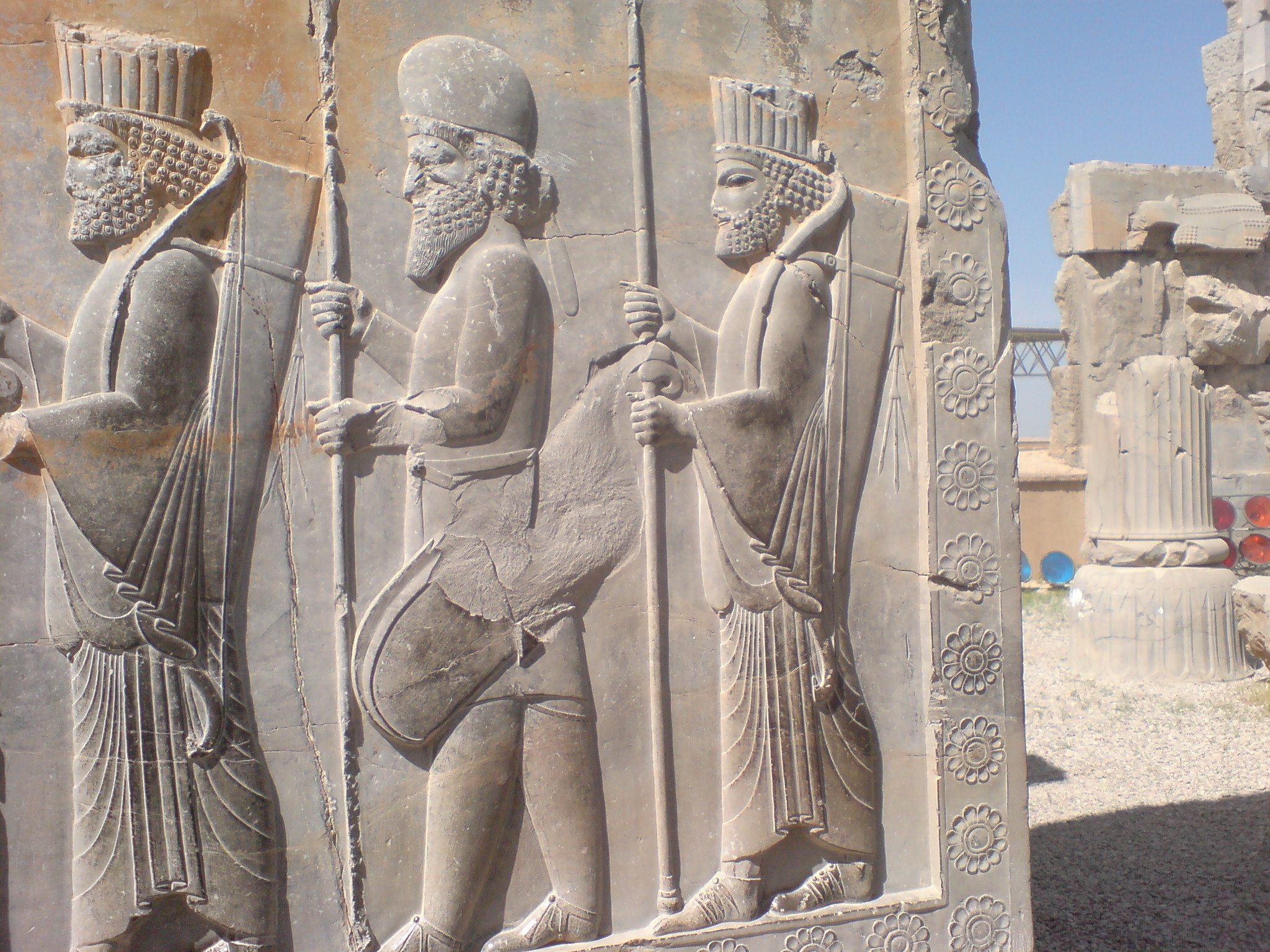
نمونه‌ای از پوشاک نیروهای ایرانی در تخت جمشید

### ایران دوران مدرن

#### شاهنشاهی پهلوی
دوران رضاشاه پهلوی نقش عمده‌ای در تغییر پوشاک مردم ایران داشت. دوران پادشاهی وی، نقطهٔ اوجی از تغییر ناگهانی پوشاک بود. تا سال ۱۳۱۴، کلاه پهلوی با فشار حکومتی به مد ایران تبدیل و در میان مردم، رایج شد. کمی بعد نیز کلاه شاپو رواج یافت. کشف حجاب در ایران نیز رویداد مهم دیگری است که در همان سال ۱۳۱۴ رخ داد؛ پیش از این تغییر پوشاک حکومتی، زنان ایرانی از پوشاکی چون چادر سیاه و روبنده استفاده می‌کردند.
در دوران کشور شاهنشاهی ایران، تهران دارای برندهای پوشاک بومی و رویداد مد بود. رویداد مد هاکوپیان، در نیمه نخست دهه ۱۳۵۰، از اولین رویدادهای مد در تهران بود که مورد توجه رسانه‌های بزرگ خارجی قرار گرفت. این رویداد مد در هتل کنتینانتال تهران برگزار شد و این نخستین‌بار بود که یک مدساز (fashioner) ایرانی به شکلی مستقل، نمایش مدی را در چنین سطحی برگزار کرده بود. این رویداد به شکل گسترده‌ای توجه رسانه‌های داخلی و خارجی آن زمان را به خود جلب نمود. خبرگزاری رویترز اخبار مربوط به این رویداد را به خارج از کشور مخابره کرد و در مورد چند نمونه از مدل‌های ارائه شده اظهار نظر نمود و اعلام کرد که بخشی از مدل‌ها، الهامی از لباس‌های دهه ۱۹۳۰ در اروپا بوده‌است.
پیش از انقلاب ۱۳۵۷، در جزیره کیش نیز رویدادهای مد و پوشاک ایرانی برگزار می‌شد.

#### جمهوری اسلامی ایران
پس از انقلاب ۱۳۵۷ و از آبان ۱۳۶۲، زنان ایرانی با حجاب اجباری در این کشور روبرو شدند که به پدیداری معترضانی چون دختران خیابان انقلاب انجامید. جشنواره‌های ملکه زیبایی درون ایران، پس از انقلاب ۱۳۵۷، دیگر برگزار نشدند و آخرین مراسم گزینش ملکهٔ زیبایی ایران، در سال ۱۳۵۷ در این کشور برگزار شد.
در دوران جمهوری اسلامی ایران، رویداد دولتی جشنواره مد و لباس فجر در تهران برگزار می‌شود که طراحان مد خارجی را نیز به سوی خود جذب می‌کند. در جزیره کیش نیز رویداد مد و پوشاک بین‌المللی برگزار شده‌است. بر اساس گزارش سازمان رادیو و تلویزیون دولتی ترکیه از اواخر سال ۲۰۱۷ میلادی، کارگاه‌های آموزشی طراحی مد و فشن توسط استادان و طراحان لباس ترکیه در تهران برگزار می‌شود و دانشجویان طراحی لباس و فشن ایرانی استقبال گسترده‌ای از این دوره‌ها انجام دادند. در سال ۱۳۹۲، گزارشی منتشر شد از اینکه یک مجله مشهور مد آمریکایی، تصاویری اختصاصی از دختران مدل تهرانی منتشر کرده‌است و این موضوع مورد استقبال آن مجله بوده‌است. در سال ۱۳۹۳ نیز شبکه تلویزیونی فونیکس چین (Phoenix Television) اقدام به فرستادن خبرنگارانی برای تهیه گزارش از مد در تهران کرد. در این گزارش با مدیران شرکت‌های مد، مدل‌ها و عکاسان مد در تهران مصاحبه شده‌است و خبرنگار این شبکه، اعلام می‌کند که با روی کار آمدن حسن روحانی، فضا برای مشاغل مدلینگ بهتر شده‌است.
برخی از پخش‌کنندگان پوشاک ساکن خارج ایران، کارهای طراحان داخل ایران را تحسین کرده‌اند.

##### رویدادهای مد نوین
در سال ۲۰۱۸ میلادی، با کمک یک شرکت فناوری خارجی، در تهران یک رویداد مد برگزار شد که در آن با استفاده از واقعیت افزوده (AR) مدل‌ها حذف شده بودند و تنها پوشاک موردنظر در قالبی که گویا تن یک مدل در حال حرکت است، به نمایش درآمد. کارگردان این رویداد اشاره کرد که از این طریق، می‌توان محدودیت‌های مربوط به استفاده از مدل‌ها را در ایران از بین برد. همچنین فشن شوی بین‌المللی گربه‌ها نیز در تهران برگزار شده‌است، رویدادی که در بیشتر دوره‌های آن، گربه ایرانی برنده شده‌است. در سال ۲۰۱۸ میلادی، برای نخستین‌بار فشن شو معلولان (کم‌توانان) در تهران برگزار شد که به گزارش یورونیوز، مدل‌های این رویداد دچار مشکلات جسمی بودند و برای آنان لباس‌های متناسب با مشکل جسمی‌شان طراحی شده بود.

### برندهای پوشاک
تهران، پایتخت ایران دارای تعداد زیادی برند پوشاک معروف و بزرگ است که شمار زیادی در این شرکت‌ها مشغول کار هستند یا بوده‌اند. برک، کفش ملی، هاکوپیان، نخ‌باف، جورابان، دایی، حصاری، تن‌درست، پاتن جامه، ماکسیم و گراد از معروف‌ترین شرکت‌های برند پوشاکی هستند که دفتر مرکزی یا مقر آنان در تهران قرار دارد.

## مد زنانه

### دوران جمهوری اسلامی ایران و مسائل حجاب
مد زنانه در تهران، از مد عربی نزدیک به سوری و عراقی پیروی می‌کند. البته در سال‌های گذشته، زنان جوان ایرانی سعی در الگوگیری از مدهای مدرن غربی داشته‌اند. پس از انقلاب ۱۳۵۷، حجاب در ایران، اجباری شد و پس از این مورد توجه مد زنانه ایرانی بوده‌است. در سال ۲۰۱۸ میلادی گزارش‌هایی از بازداشت معترضان به حجاب اجباری در تهران منتشر شد و پلیس تهران اعلام کرد که زنانی که روسری خود را برداشته بودند را بازداشت کرده‌است. این سری از دستگیری‌ها توسط کشورهای دیگر مثل آمریکا محکوم شدند. برای مثال، آمریکا اعلام کرد که «ایالات متحده در حمایت از حقوق آزادی ادیان، آزادی بیان، و تجمعات مسالمت آمیز استوار است. افراد باید در انتخاب پوشش و لباس یا مناسبت‌های مذهبی آزاد باشند. محروم کردن افراد از حق انتخاب، استقلال و هویت آن‌ها را تضعیف می‌کند.» قانون جمهوری اسلامی ایران دربارهٔ عدم رعایت حجاب توسط زنان می‌گوید: «زنانی که بدون حجاب شرعی در معابر و انظار عمومی ظاهر شوند، به حبس از ۱۰ روز تا دوماه، یا از ۵۰ هزار تا پانصد هزار ریال جریمه نقدی محکوم خواهند شد.» یکی از وبگاه‌های ایرانی که وابسته به یکی از مقامات جمهوری اسلامی ایران است، دربارهٔ جریمه و دستگیری دختران معترض تهرانی مطلبی نوشت که در آن به دستگیری یا جریمه کردن دختران معترض به حجاب اجباری انتقاد شد و گفته شد بهتر بوده‌است که تمرکز دستگاه قضایی ایران بر فساد اقتصادی و اختلاس‌ها باشد. در سال ۲۰۱۹ نیز یک تاکسی برخط در تهران، یک مسافر زن را به دلیل بد حجابی پیاده کرد که بسیار خبرساز شد. مدیر عامل متروی تهران نیز در سال ۱۳۹۸ از ایجاد بخش ارشادی برای بی‌حجابان در این شرکت خبر داد.
پلیس تهران نیز طرح‌های «مبارزه با بدحجابی» را در مراکز تجاری تهران اجرایی کرده‌است. درگیری میان پلیس تهران و زنان تهرانی به خاطر پوشاک آنان گاهی باعث آسیب‌های شدید به بانوان ایرانی نیز شده‌است و گزارش‌هایی از خودسوزی بانوانی که به دلیل بدحجابی دستگیر شده بودند، وجود دارد.
ابوالقاسم شیرازی، رئیس اتحادیه پوشاک تهران، در سال ۲۰۱۹ از پیگیری طرح «برخورد با مانتو و پوشاک نامتعارف» به دستور دادستانی شهر تهران خبر داد و به خبرگزاری ایسنا اعلام کرد که این طرح، درحال عملیاتی شدن است و با تولیدی‌های متخلف برخورد خواهد شد. ابوالقاسم شیرازی در گفتگویی با خبرگزاری تسنیم اعلام کرد که تولید و عرضه مانتوهای جلوباز که بدون دکمه، بدون غزن و یا بدون زیپ باشند، حتی اگر که شیشه‌ای، از حریر و یا از تور باشند، ممنوع اعلام شده‌است و اتحادیه پوشاک تهران، با هرگونه تخلف در این مورد، برخورد خواهد داشت. وی همچنین از سخت بودن کار این اتحادیه، در نظارت بر کار مدلهای لباس زنان خبر داد.

‍

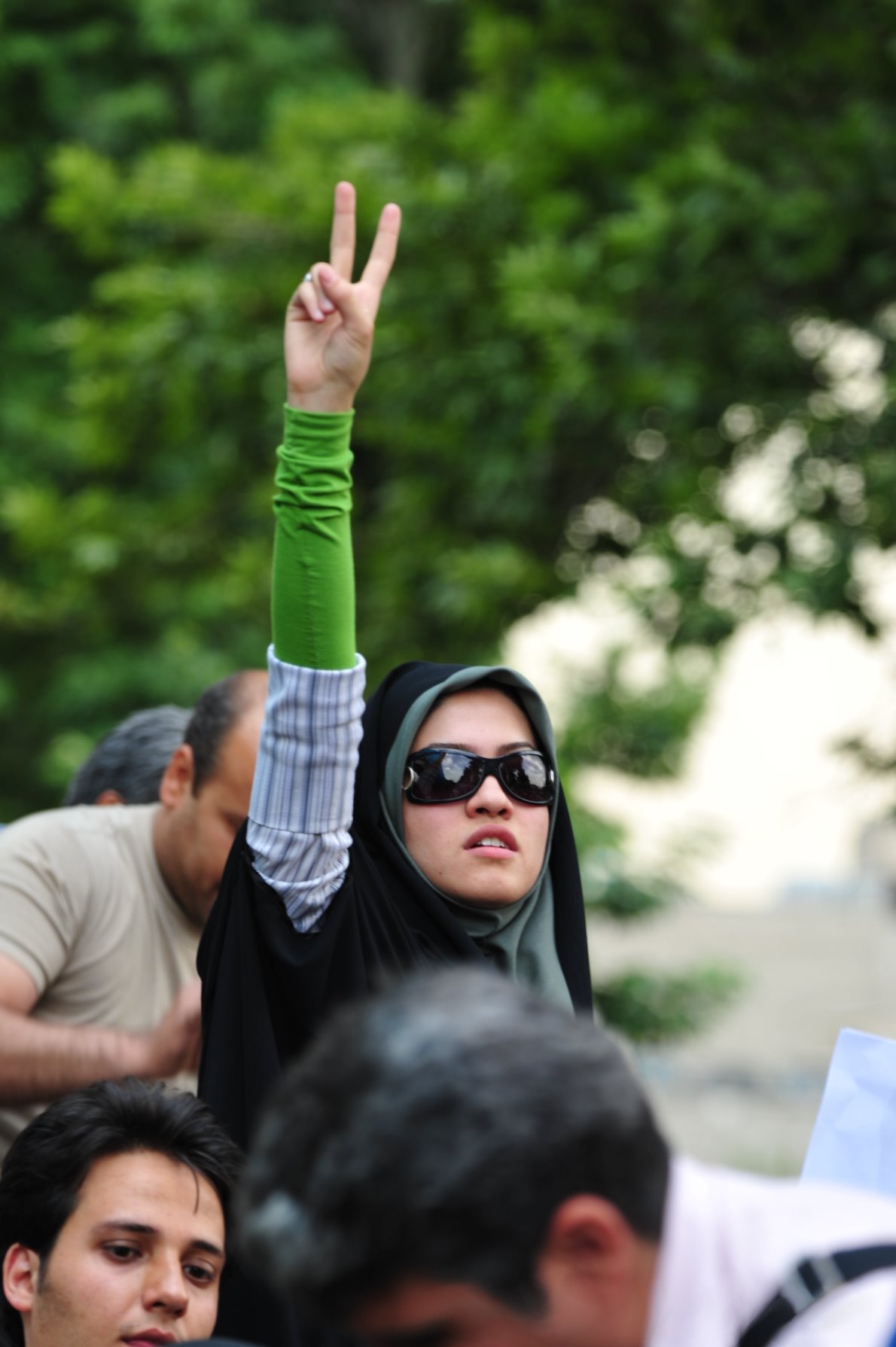
یک زن با چادر سیاه در تهران
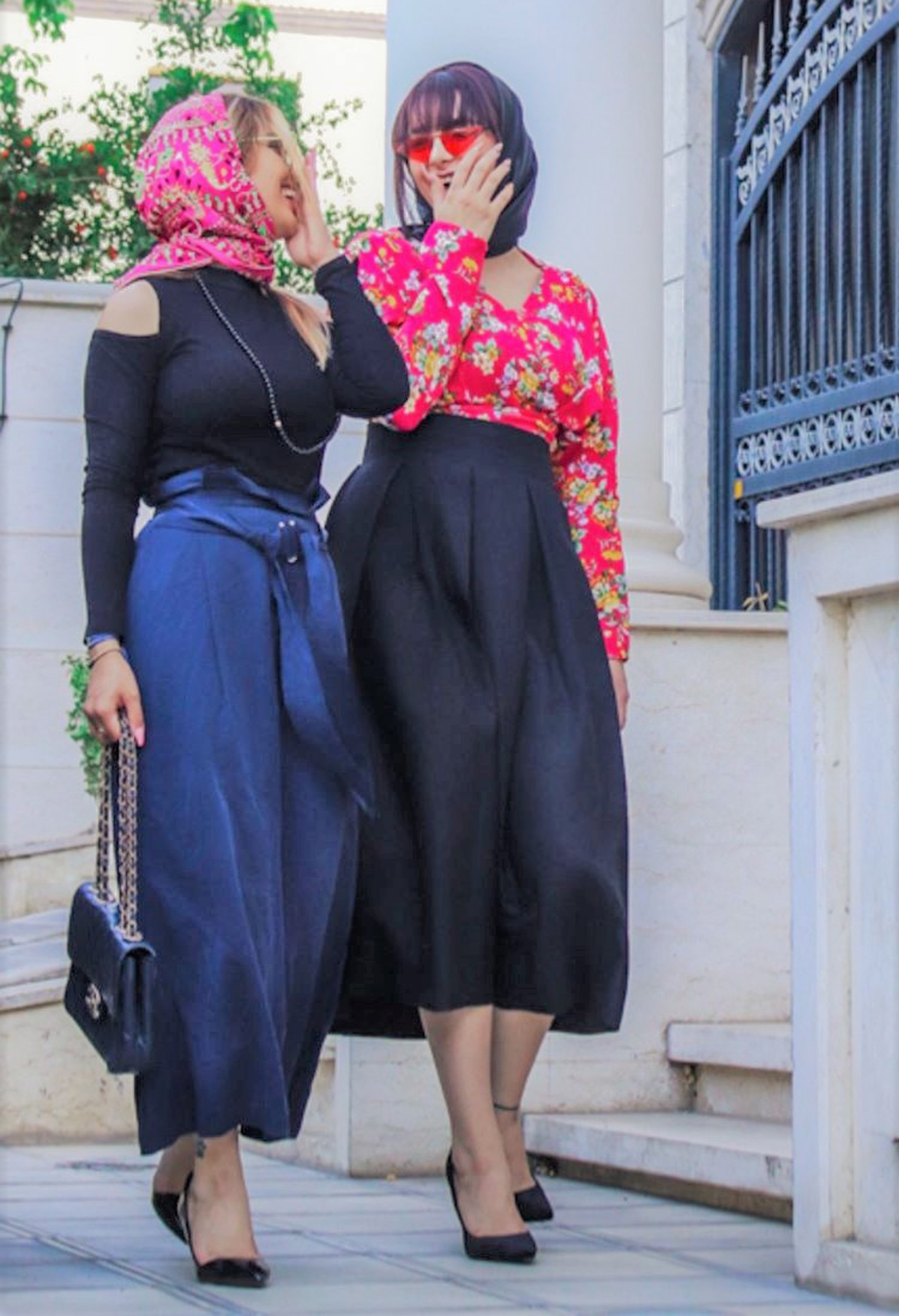
دو زن جوان تهرانی با لباس‌های مد روز در خیابان فرشته.
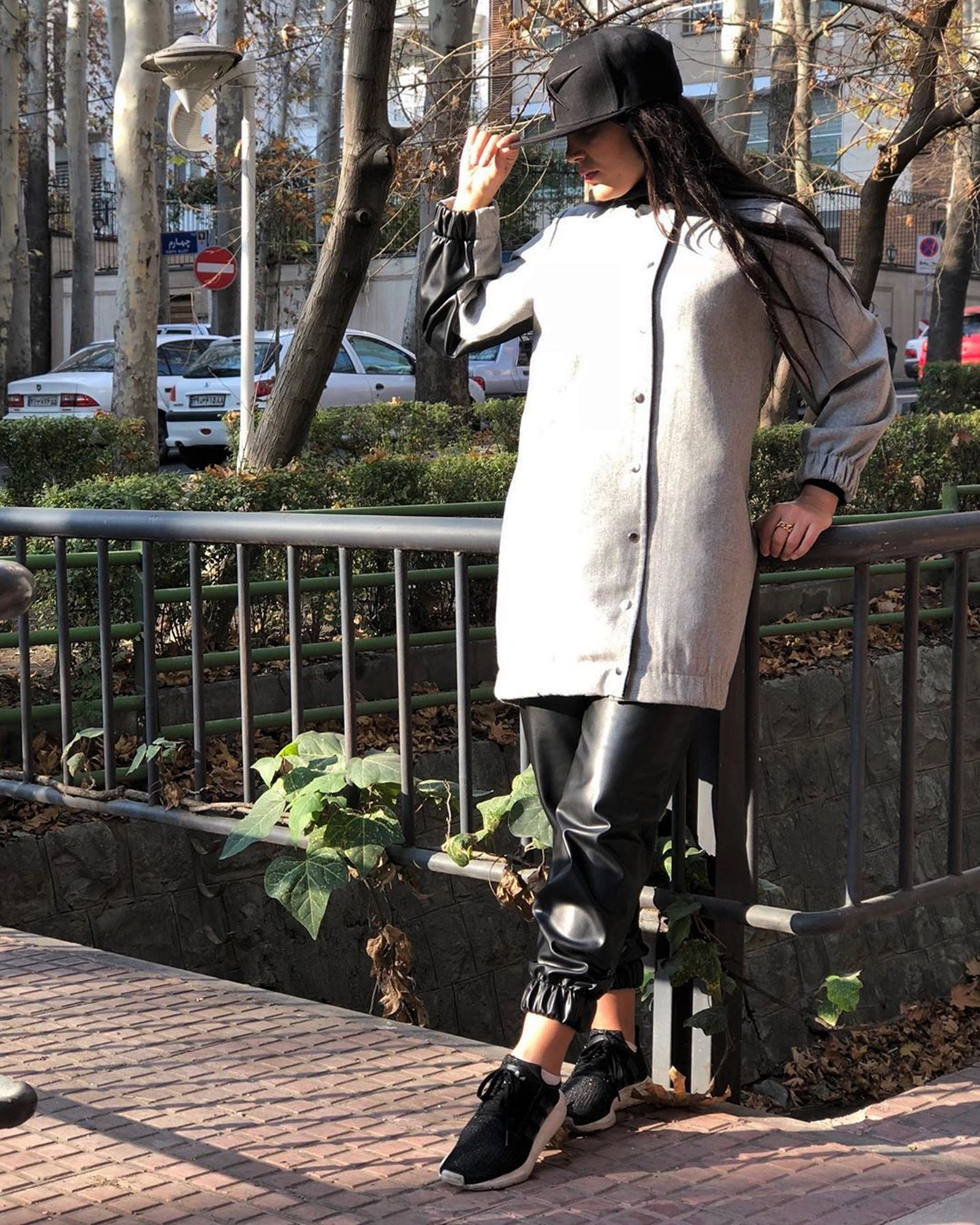
یک زن تهرانی با نوعی مد که استایل خیابانی نامیده می‌شود.
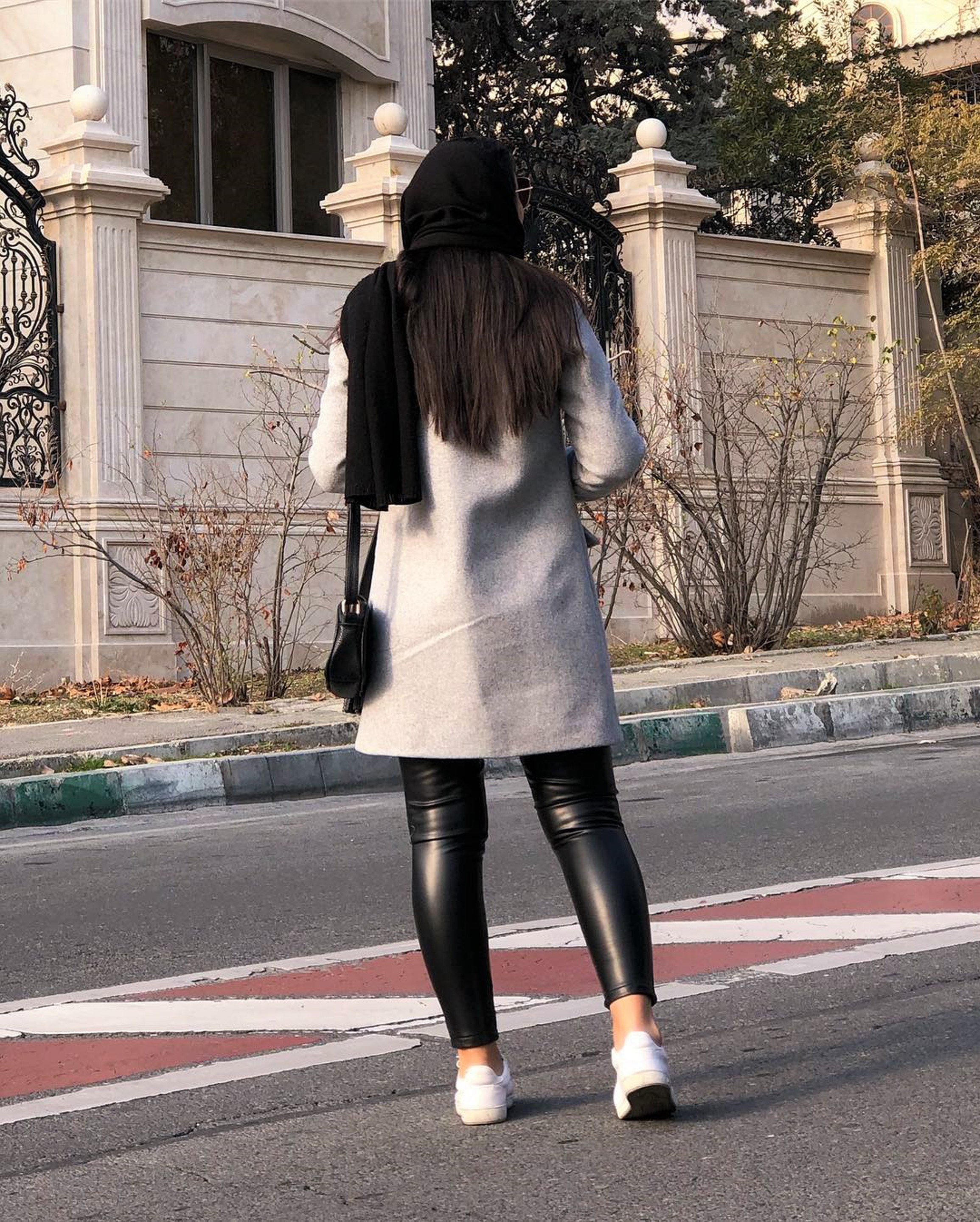
یک مد نزدیک به مدهای عربی سوری و عراقی.
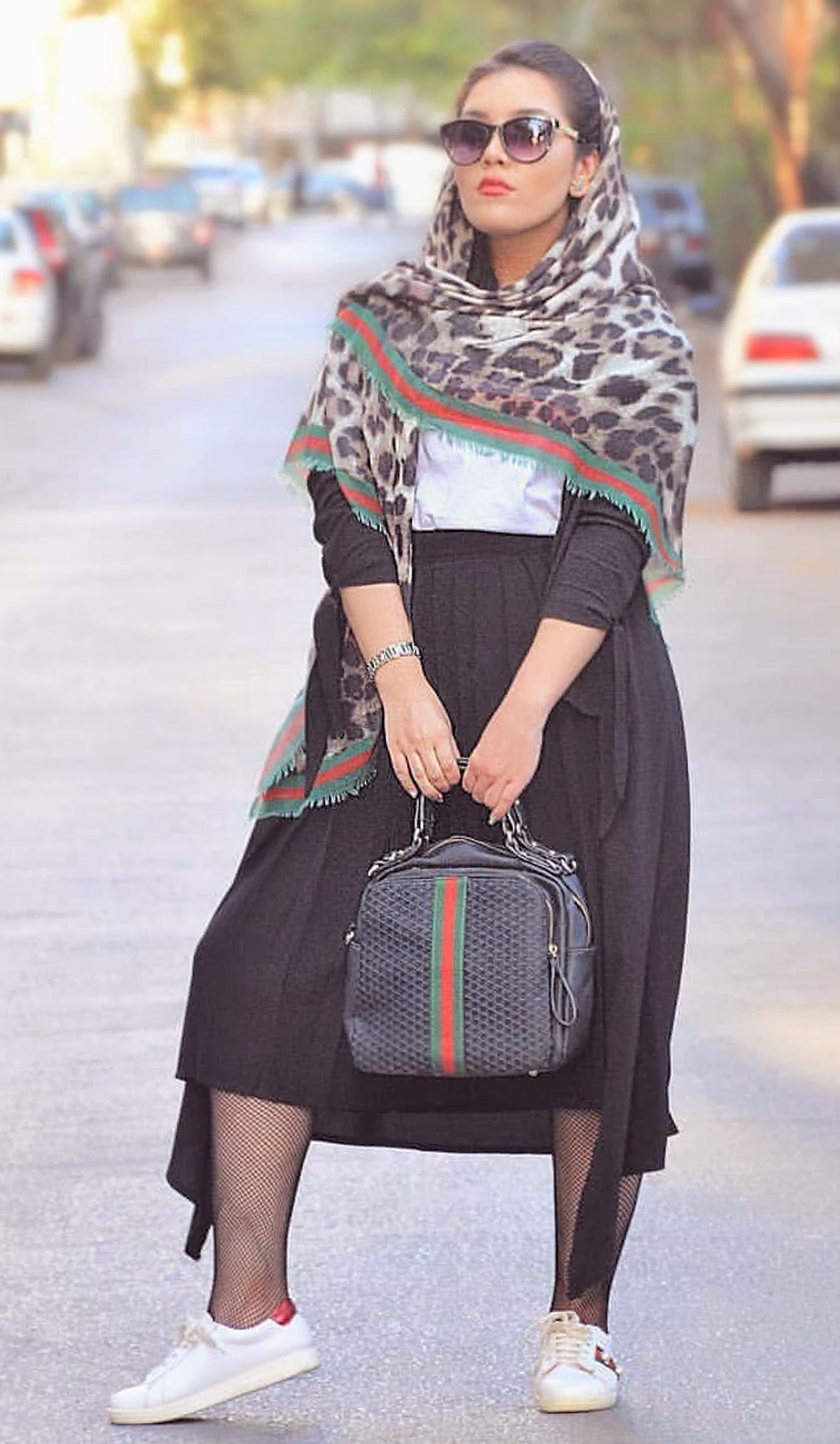
یک جوان تهرانی با گونه‌ای استایل خیابانی
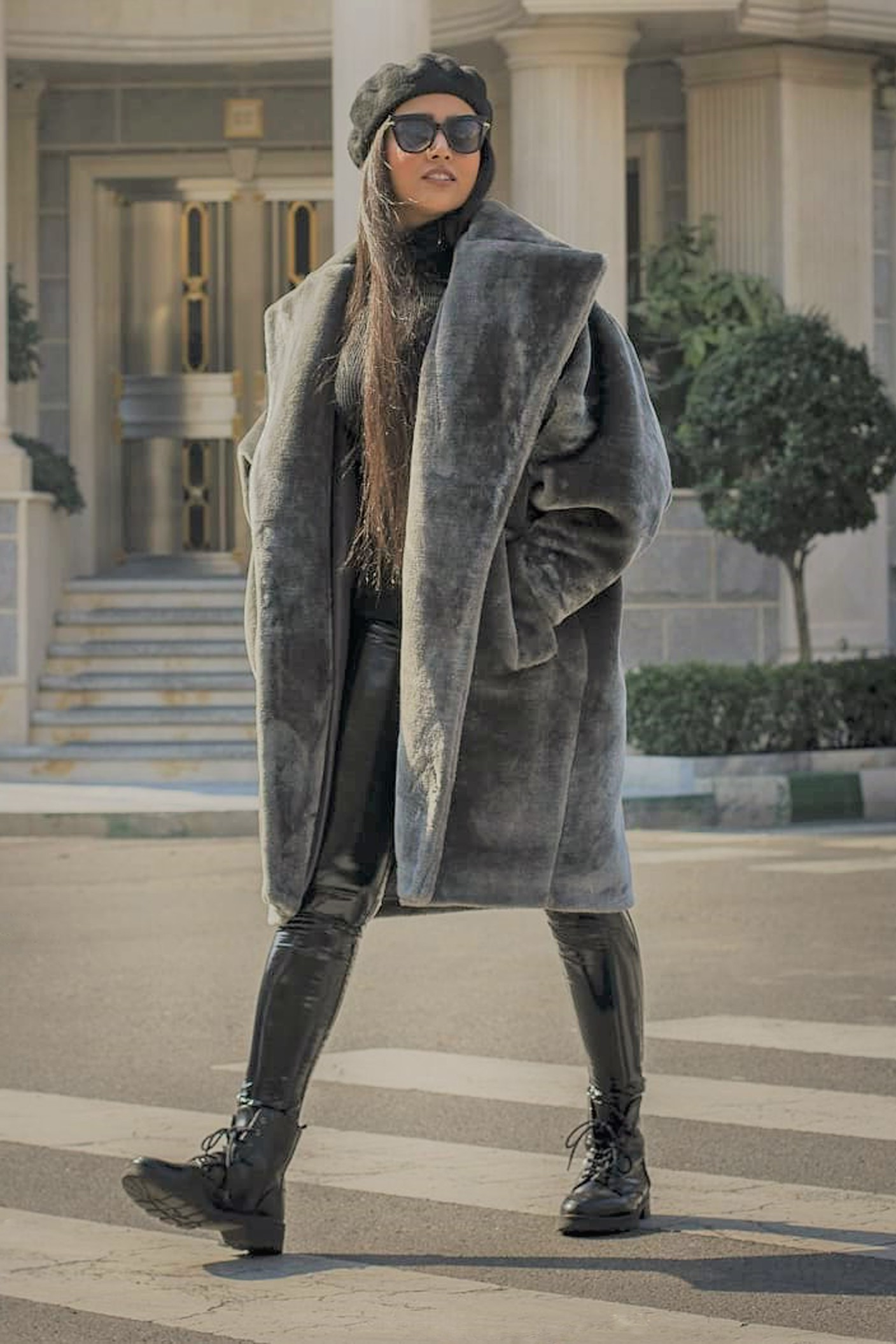
یک زن جوان تهرانی در سال ۱۳۹۶
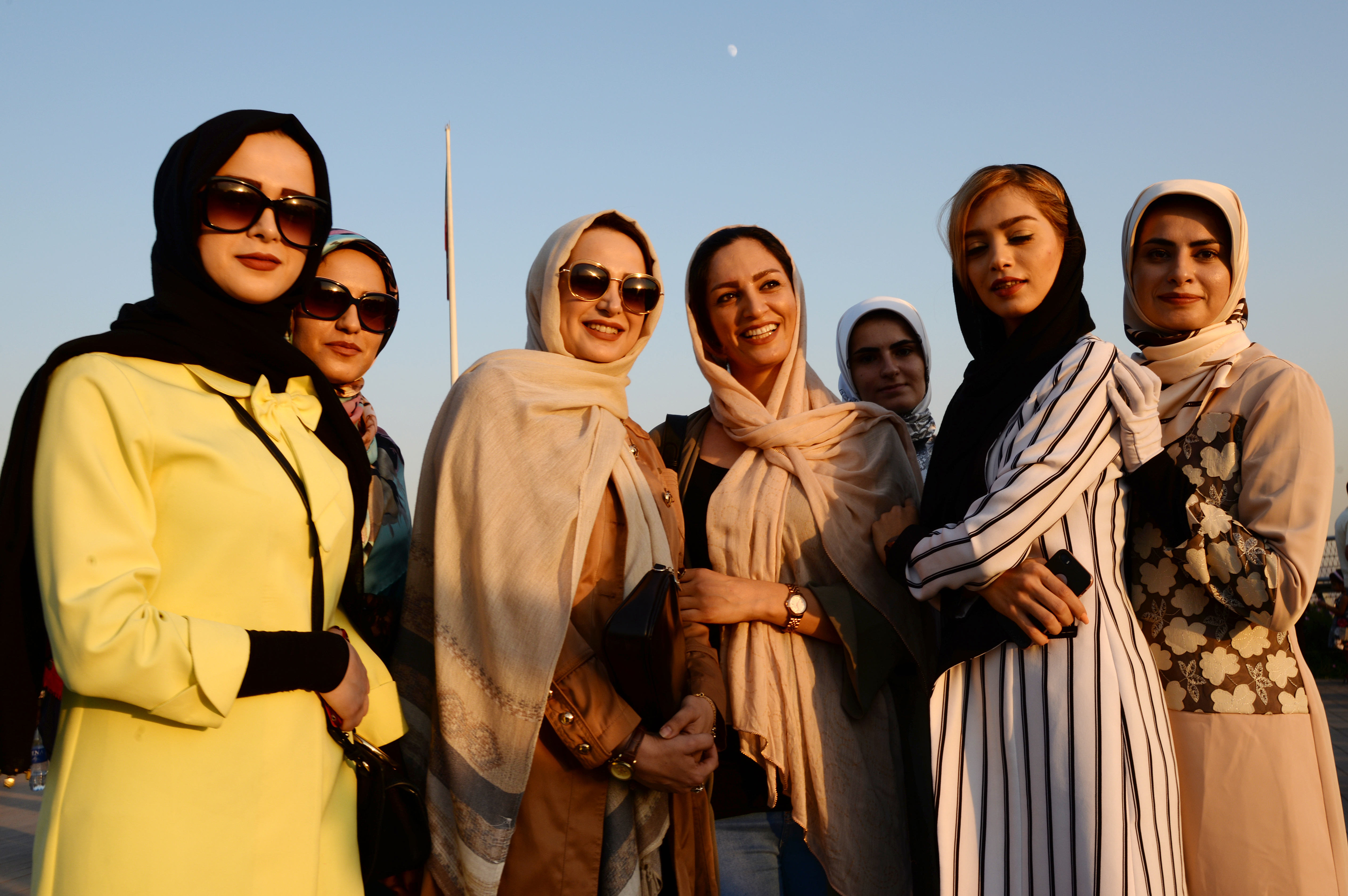
زنان با مانتو و شال (روسری)

مقامات جمهوری اسلامی ایران به مد توجه داشته‌اند. سید عباس صالحی وزیر فرهنگ و ارشاد ایران، پوشاک و مد را از دیدگاه اقتصادی، فرهنگی و اجتماعی مورد اهمیت دانسته‌است. وی همچنین اعلام کرد که: «نوخواهی جامعه و حرکت به سمت نوآوری در حوزه مد و لباس و رقابت با پوشاک خارجی، نیازمند توجه است» و افزود: «باید ظرفیت خود را در حوزه طراحی بالا و به این سمت برویم که طراحان را جدی بگیریم زیرا آنها کانون مرکزی این حرکت هستند.» سید علی خامنه‌ای نیز از ترویج بی‌حجابی در ایران انتقاد کرده و حجاب را «سبب رسیدن زن به رتبه‌هایی معنوی و عالی و سبب جلوگیری از لغزش و سبب امنیت زن و مرد» دانسته‌است. سید علی خامنه‌ای همچنین اعتراضات به حجاب اجباری را «حقیر» خوانده بود. معصومه آقاپور سیاستمدار ایرانی، در سال ۱۳۹۸ اعلام کرده‌است که پروتکل مدنظر جمهوری اسلامی ایران برای لباس یک زن هنوز مشخص نیست.
در تیر ۱۴۰۰، چهار زن که با پوشاک مجلسی به عنوان مدل در مراسم گشایش یک پارچه‌فروشی در مهاباد حضور داشتند، به همراه صاحب فروشگاه، دستگیر شدند. یک مقام قضایی جمهوری اسلامی، تخلف انجام‌شده را «عدم رعایت عرف و اخلاق، تبلیغات نامتعارف و حضور بانوان بدون رعایت موازین شرعی» اعلام کرد. در سال‌های اخیر پیش از این نیز مقام‌های امنیتی، قضایی و اطلاعاتی جمهوری اسلامی بارها دستگیری افراد فعال در مدلینگ در شهرهای گوناگون ایران را گزارش داده بودند.

### رنگی‌گرایی پوشاک در مد زنانه
در ۲۰ شهریور ۱۳۹۷ رسانه‌ها به بنرهای شهرداری تهران دربارهٔ رنگ لباس زنان واکنش‌های تندی نشان دادند. شهرداری تهران بنرهایی در سطح شهر پخش کرده بود که در آن نوشته شده بود: «زنان چهره شهر را تغییر می‌دهند» و پنج طیف رنگ مختلف در آن قرار داشت (طیف آبی، سبز، قرمز، نارنجی و مشکی) که روی مشکی، یک ضربدر قرار داشت. این اقدام شهرداری تهران با اعتراض رسانه‌های ایرانی همراه شد.

## مد مردانه
مردان ایرانی از الگوهای بومی خاصی پیروی نمی‌کنند و پوشاک آنان تابعیت جهانی دارد. به شکل تاریخی، یکی از بزرگترین غافلگیری‌های مردان ایرانی، قانون تصویب شده در ششم دی ۱۳۰۴ بود که مردان ایرانی را ملزم می‌کرد پوشاک نوین خارجی همانند کت و شلوار بپوشند. به گزارش تسنیم، اجرای قانون مربوط با مقاومت روحانیون و مردم روبرو بود. دو سال بعد، در سال ۱۳۰۶ نیز کلاه پهلوی به لیست پوشاک اجباری برای مردان اضافه گردید و این کلاه، برخلاف موارد قبلی، پوشاک ایرانی خوانده می‌شود.

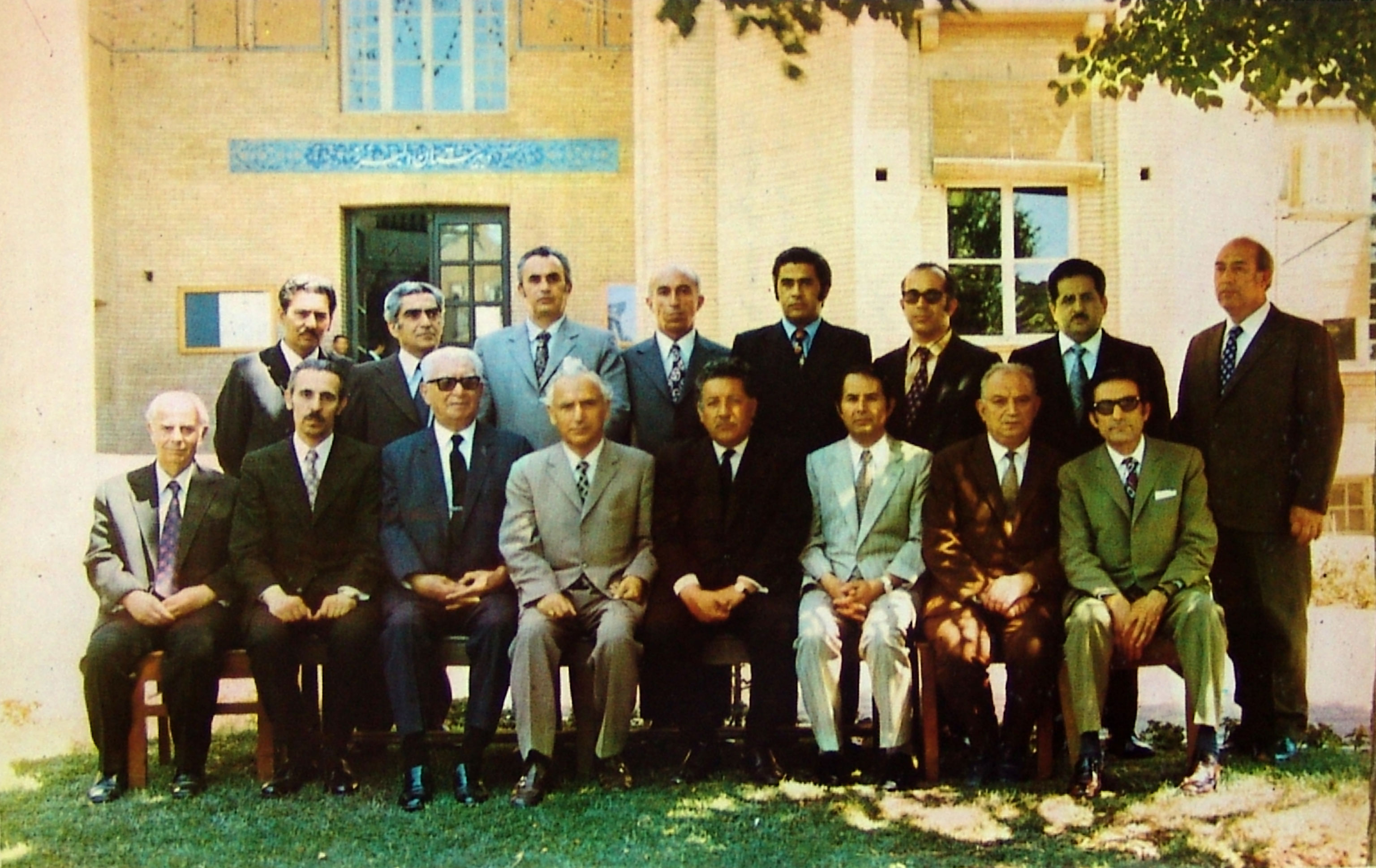
کادر کالج البرز پیش از انقلاب ۱۳۵۷ ایران
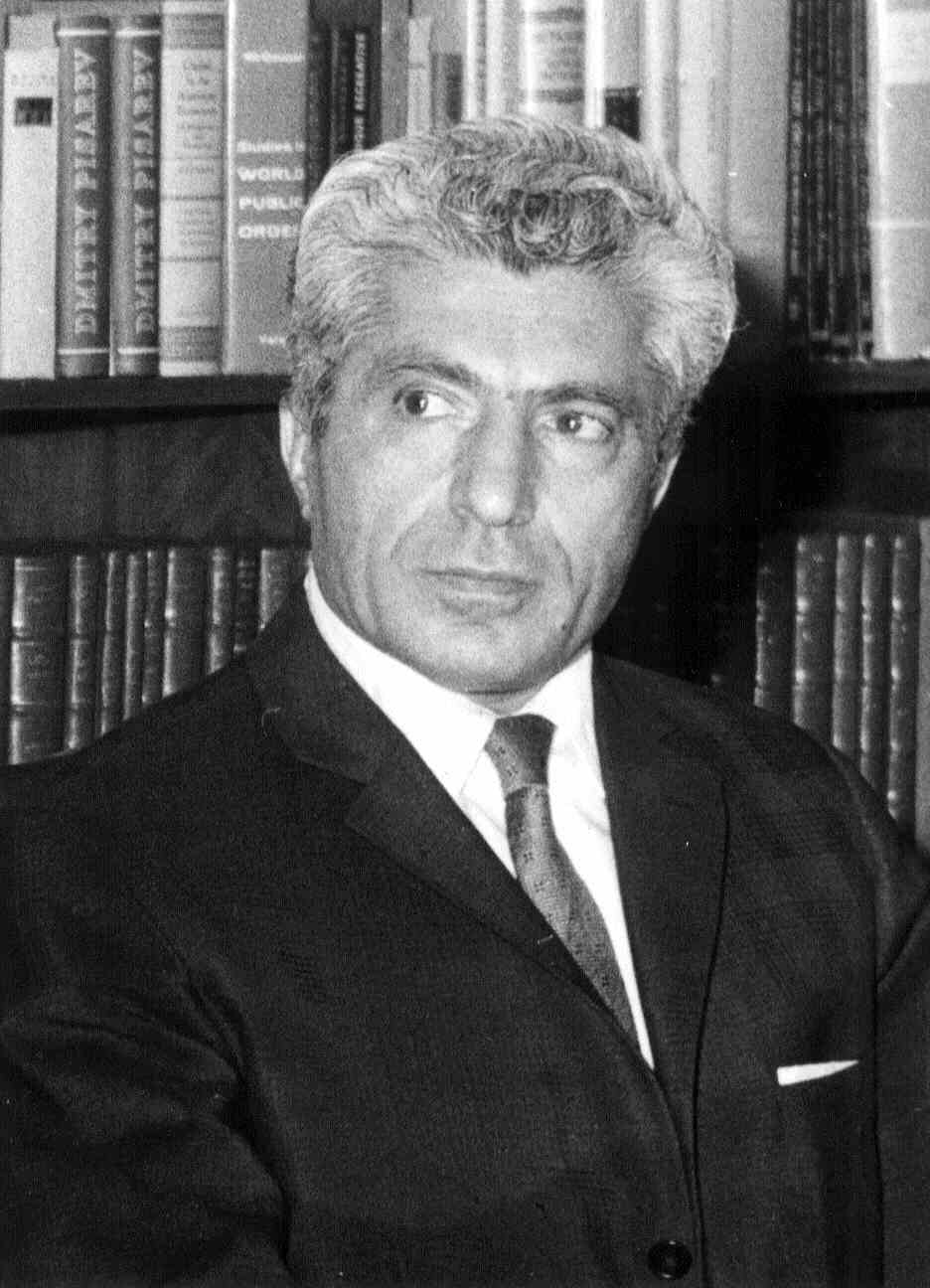
یک مهندس در تهران با پوشاک رسمی
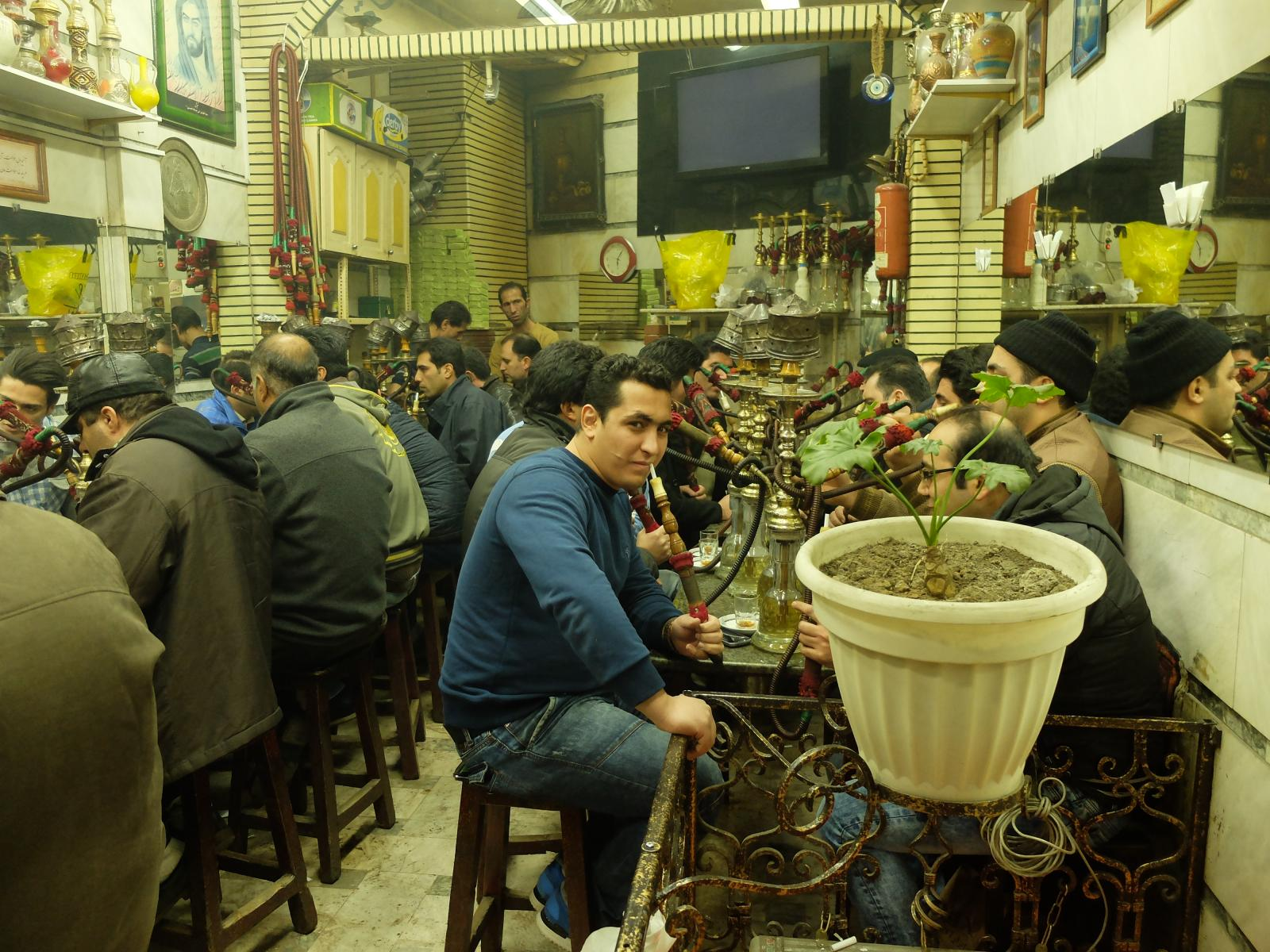
مردان تهران با پوشاک معمول فصل، در حال استعمال دخانیات
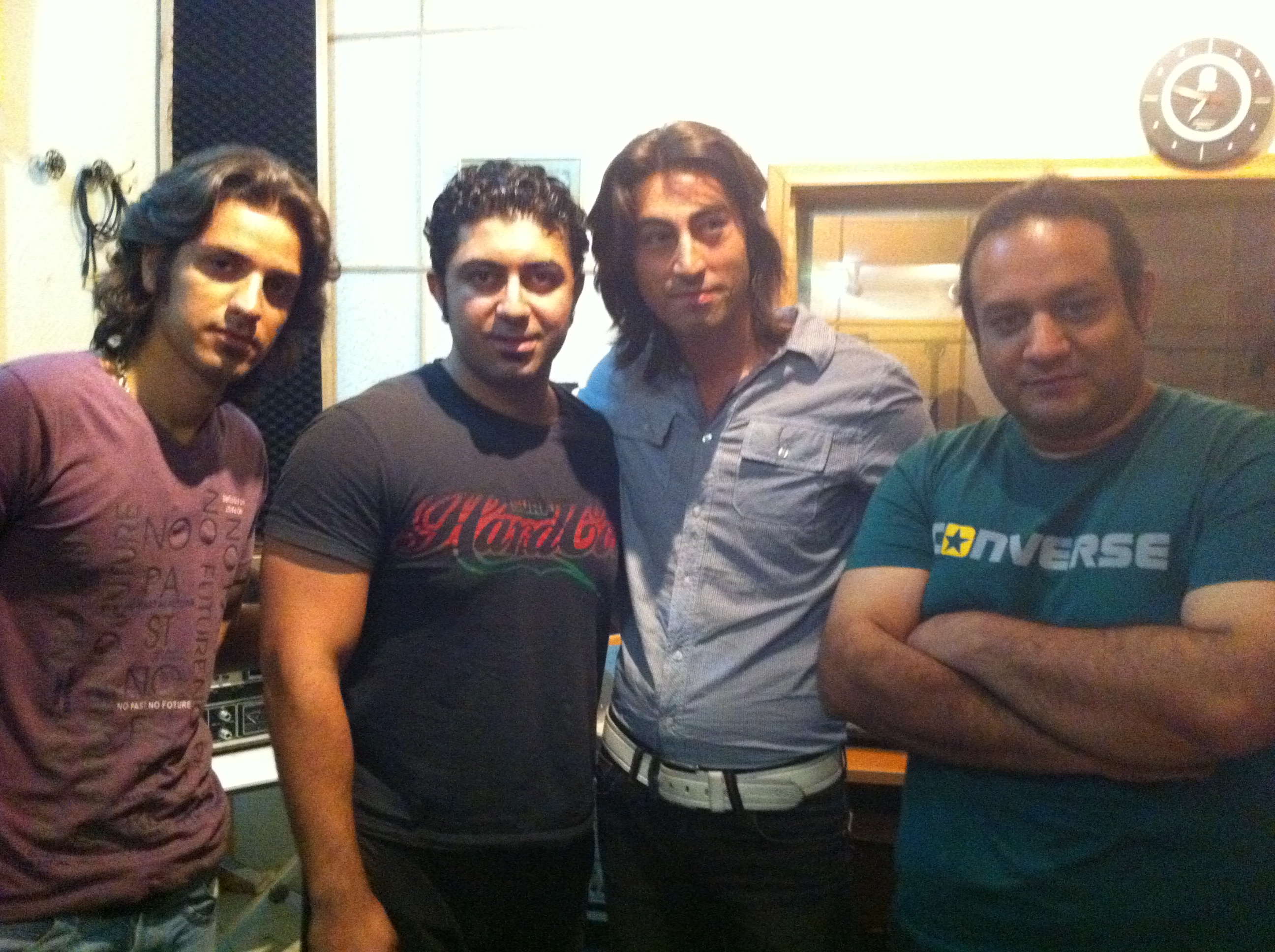
چند مرد در تهران
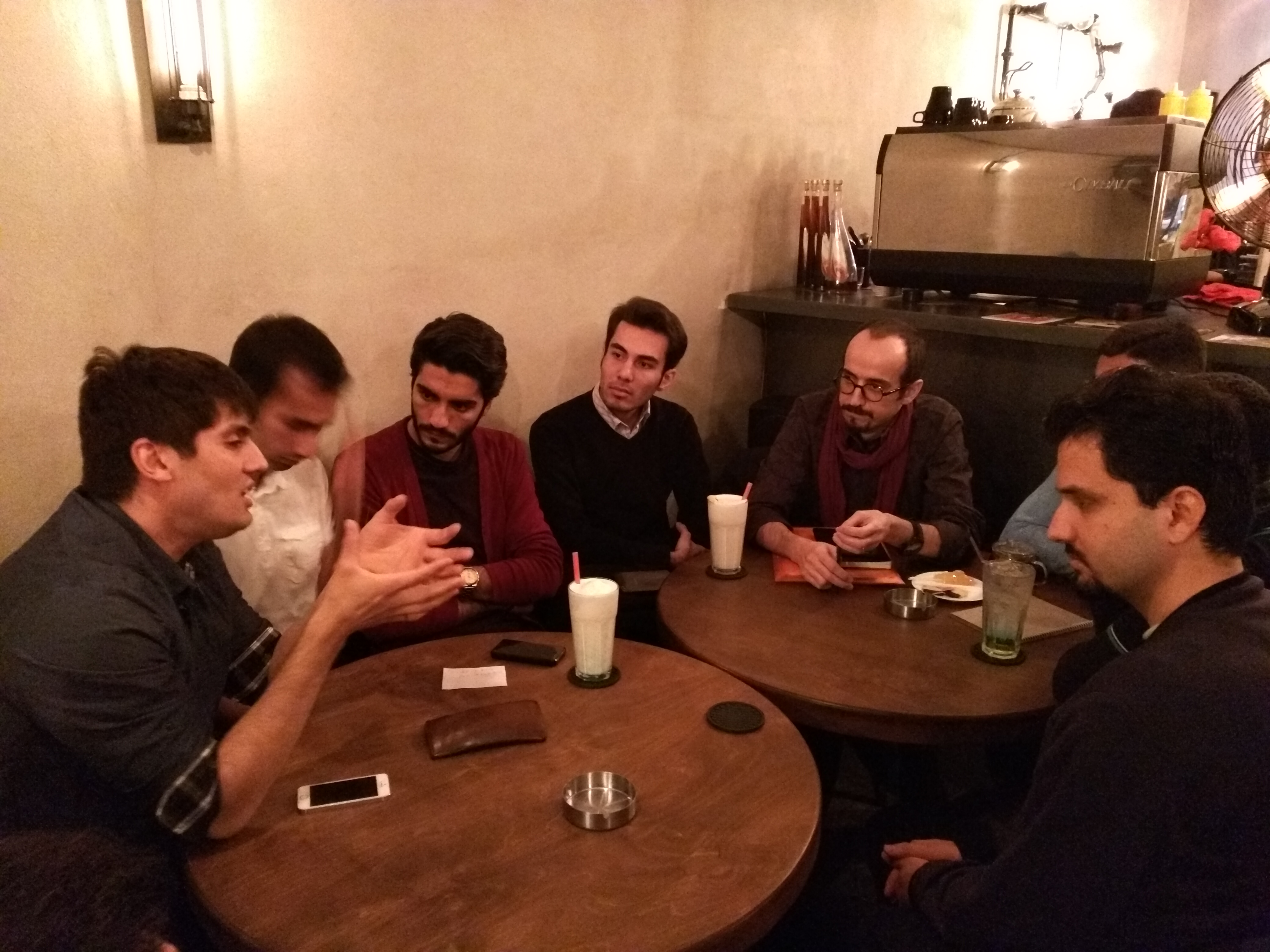
چند مرد در تهران، با پوشاک روزانه خود
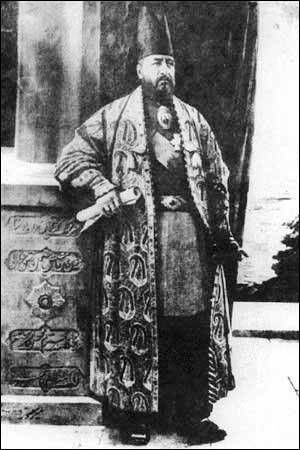
دولتمردان ایرانی در گذشته

## رویدادهای مد و پوشاک
تهران میزبان مهم‌ترین رویدادهای مد و پوشاک ایرانی است و امکان برگزاری رویدادها با تهیه مجوز وجود دارد. از انقلاب ۱۳۵۷، رویدادهای مد دولتی که در تهران برگزار می‌شوند، همگی با شرایط جمهوری اسلامی ایران سازگار بوده و گاهی الگوی برگزاری خاص خود را دارند. با این حال بخش خصوصی تهران، رویدادهای مد با استانداردهای بین‌المللی را برگزار کرده‌است که به گزارش باشگاه خبرنگاران جوان، پوشش بانوان در این رویدادها خارج از «عرف» بوده‌است.

### رویدادهای مد و پوشاک دولتی
جشنواره بین‌المللی مد و لباس فجر با وجود اینکه احتمال برگزاری در سراسر کشور را دارد، در شهر تهران برگزار می‌شود و طراحان را از سراسر جهان جذب می‌کند.

### رویدادهای مد سازمانی غیردولتی

#### شهرداری تهران
شهرداری تهران که سازمانی غیردولتی محسوب می‌شود، نمایشگاه ملی پوشاک و مد ایرانی، با سبک ایرانی در دوره اسلامی را برگزار می‌کند که برای مثال، رویداد سال ۲۰۱۷ آن در پارک گفتگوی تهران برگزار شد. در این رویداد انواعی از پوشاک اسلامی و کلاه به نمایش گذاشته شد.

### رویدادهای مد و پوشاک خصوصی

#### فشن شو معلولان تهران
تهران میزبان رویدادهای نوین مد نیز است. در سال ۲۰۱۸ میلادی، برای نخستین‌بار فشن شو معلولان (کم‌توانان) در تهران برگزار شد که به گزارش یورونیوز، مدل‌های این رویداد دچار مشکلات جسمی بودند و برای آنان لباس‌های متناسب با مشکل جسمی‌شان طراحی شده بود. در این رویداد یک شرکت مد تهرانی، که برای پنج سال برای طراحی مد افراد کم‌توان تحقیق و مطالعه کرده بود، حضور داشت. طراح حاضر در رویداد نیز اعلام کرد که «هر لباس بر اساس هر معلولیت طراحی شده‌است تا فعالیت روزانه آن‌ها راحت‌تر انجام شود».

#### هفته مُد تهران
در فروردین ماه ۱۴۰۰ دبیر کارگروه ساماندهی مد و لباس اعلام کرد که قرار است به زودی هفته مُد تهران برگزار شود. در سایت تهران فشن ویک این رویداد اینطور معرفی شده‌است:
مجموعه هفته مُد تهران در سال ۱۳۹۹ به عنوان نهادی مستقل و خصوصی شکل گرفت. این رویداد فرهنگی-تجاری دو بار در هر سال (بهار-تابستان و پاییز-زمستان در بخش زنان و مردان) برگزار می شود و به معرفی بهترین‌های صنعت مُد ایران، از طراحان پیشگام و نام آشنا، تا جوانان مستعدِ برگزیده و برندهای مطرح ایرانی، به بازار مُد داخلی و مخاطبان جهانی می پردازد. هفته مُد تهران بر آن است تا به گفتمانی معاصر و همخوان با مقتضیات فرهنگ کشور در طراحی و تولید پوشاک دست یابد که مطابق با سلایق و علایق انسان ایرانی باشد. تقویت بازار پوشاک تولید داخل-که زمینه و بستر اصلی حضور در بازار جهانی است- از اهداف اصلی هفته مُد تهران است. شیوه اجرای این رویداد استفاده از رویکردهای خلاقانه در چارچوب قوانین جاری کشور است.

#### هفته مُد و تکنولوژی تهران
هفته مُد و تکنولوژی تهران (با اسم رسمی جشنواره لباس آینده و فناوری در پوشیدنی‌ها) رویدادی دوره ای است که هر سال با موضوع محوری لباس آینده برگزار می‌شود. حامی اصلی این رویداد موسسه و مرکز نوآوری مُدارا است بخش مسابقه هفته مد و تکنولوژی تهران هر سال با موضوع ثابت لباس آینده برگزار می‌شود.

لباس مفهومی در هفته مد و تکنولوژی تهران (طراح: آتی سید اصفهانی)